# بی‌هنجاری گرانی

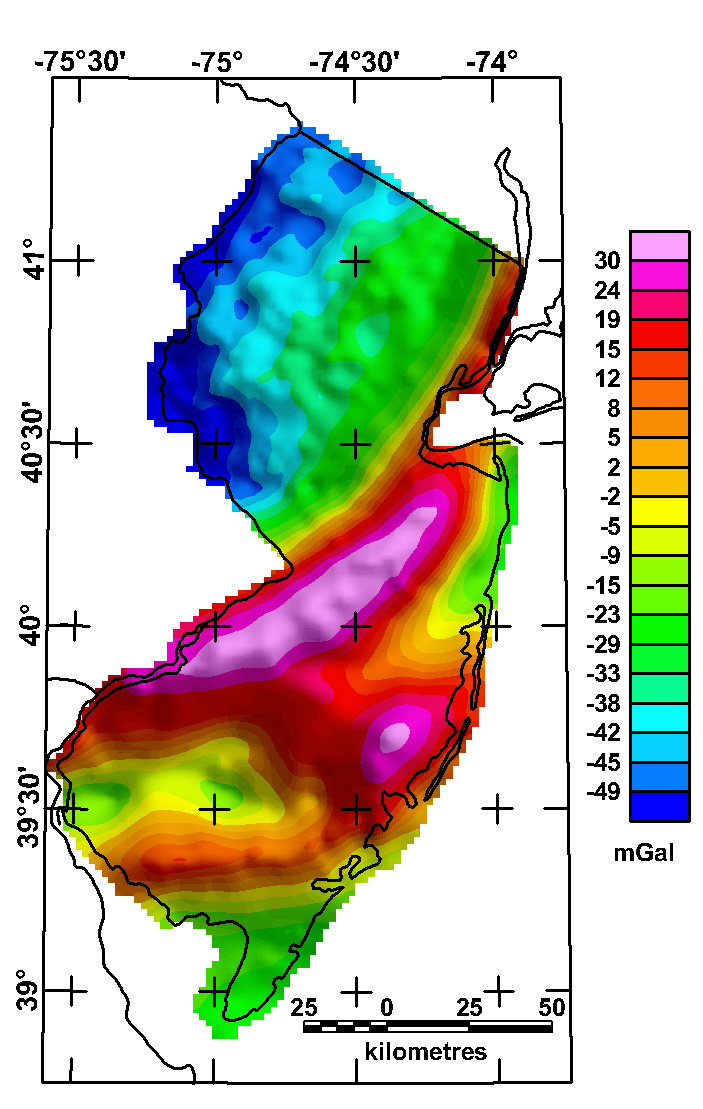
بی‌هنجاری گرانی بوگر در نیوجرسی

بی‌هنجاری گرانی (انگلیسی: Gravity anomaly) در زمین‌سنجی و ژئوفیزیک، به بیشتر یا کمتر بودن مقدار شتاب گرانش اطلاق می‌گردد، که به ترتیب بی‌هنجاری گرانی مثبت و بی‌هنجاری گرانی منفی نامیده می‌شوند. بی‌هنجاری گرانی بر پایه فرضیه‌های ایری و پرات شکل گرفته است. این فرضیه‌ها از حالت تعادلی تحت عنوان هم‌ایستایی نام می‌برند. هم‌ایستایی به‌معنای آن است، که عوارض سطحی کره زمین بر روی قسمت‌های زیرین خود در حال تعادل می‌باشند.